# Tourisme équitable
Le tourisme équitable est une forme de tourisme, appelée aussi tourisme durable, ou parfois tourisme alternatif, qui correspond à un ensemble d'activités de services prenant exemple sur les principes du commerce équitable. Les critères principaux de cette forme de tourisme sont la participation des communautés d’accueils, le partage équitable des profits et le respect des communautés locales et de l’environnement.

## Définition
La définition du tourisme équitable issue de la « Charte du tourisme équitable » de janvier 2009, proposé par Commerce équitable France (anciennement la plate-forme pour le commerce équitable - PFCE) définit la notion de la manière suivante : « Le tourisme équitable s’applique sur les principes du commerce équitable. Les opérateurs touristiques sont en partenariat direct avec les communautés locales, qui sont rémunérées équitablement et participent directement à l’élaboration commune et à la gestion des séjours ». Commerce Equitable France,  structure de coordination des organismes de commerce équitable en France, s'est ouverte au tourisme équitable depuis 2001. Elle a accueilli quatre structures de tourisme équitable : Croq'Nature, Djembé,
Tourisme et développement solidaire et La route des sens. Pour l'agence de voyage français Croq’nature, le « voyage est un moyen privilégié de lien et de compréhension entre les peuples. Il doit permettre l’épanouissement du voyageur et de l’accueillant sur les plans personnels, culturels et économiques. Ses ressources doivent profiter équitablement aux populations d’accueil et contribuer au  développement durable de leur territoire d’accueil ». Le tourisme équitable est alors une conception du tourisme international consistant à appliquer les principes du commerce équitable à ce secteur. Il est pratiqué par diverses associations ou entreprises. Leur ambition spécifique est d'assurer aux communautés vivant sur les lieux du tourisme une part équitable des revenus qu'il génère, et de concilier le tourisme avec leur développement durable. Concrètement, cela débouche sur un ensemble de critères visant au respect des habitants et de leur mode de vie, à une rencontre entre les touristes et ces habitants, à la durabilité des progrès amenés par le tourisme. Ça ne repose pour le moment pas sur un contrôle externe et indépendant.
D'un point de vue plus académique, bien que de définir la notion de tourisme durable soit un exercice compliqué, certains auteurs proposent quelques directions. Malloy et Fennell, dans leur article “Codes of ethics and tourism: an exploratory content analysis” (Tourism Management, 1998) expliquent ainsi que le tourisme durable doit être caractérisé par une relation de confiance entre le voyagiste et la communauté d’accueil. Clare Weeden de l'Université de Brighton (Ethical tourism: An opportunity for competitive advantage?, 2002) souligne également l’importance du partage des profits et de l’équité salariale. L'ouvrage collectif Management du Tourisme : Territoires, Offres et Stratégies (2012), de Jean-Pierre Lozato-Giotart, Erick Leroux, Michel Balfet, résume bien les obligations d’un tourisme équitable en affirmant qu’il doit respecter l’environnement et les populations locales.
Il existe un nombre important de notions se rapprochant du tourisme équitable. Celle de tourisme durable peut par exemple être comprise comme la catégorie générique des formes de tourismes alternatifs qui tentent de respecter les populations locales et l'environnement. Le tourisme durable, par une recherche du tourisme de proximité, tente de limiter les impacts négatifs du tourisme[réf. nécessaire]. Une autre forme de tourisme durable est l'écotourisme qui est davantage tournée vers la préservation de la nature. Le tourisme solidaire est quant à lui centré sur l'échange avec les populations locales et la contribution au développement durable. Ce dernier type de tourisme peut être plus ou moins compris comme un synonyme de tourisme équitable[réf. nécessaire].
Le label équitable des structures en question ne repose pour le moment pas sur un contrôle externe et indépendant. Les quatre associations sont - jusqu'à ce jour - dans une démarche d'auto-labellisation. Il n'existe dans le monde à l'heure actuelle qu'un seul organisme qui s'est lancé dans une véritable certification équitable reposant sur des critères et sur un contrôle rigoureux, il s'agit de Fair Trade in Tourism South Africa.[réf. nécessaire]
D'autres associations de tourisme équitable se sont regroupées au sein de plusieurs réseaux, ce qui leur permet une visibilité notamment pour le grand public, et de disposer de l'agrément tourisme, obligatoire dans la profession, comme l'Association pour le tourisme équitable et solidaire (ATES) ou la Fédération Nationale des Foyers Ruraux. L'ATES regroupe des voyagistes sélectionnés sur la base d’une grille de critères éthiques rigoureux, qui travaillent dans une même démarche : mettre en place une activité touristique qui aide au développement local des régions d’accueil, dans le cadre d’un partenariat étroit avec les communautés locales et leurs représentants.

## Émergence du tourisme équitable
Le tourisme éthique, ou tourisme durable, est apparu comme se différenciant du tourisme de masse, souvent destructeur, selon le rapport Brundtland publié par la commission mondiale pour l'environnement et le développement. Tous deux sont nés à la fin années 1990 de la rencontre de deux volontés, la première liée au développement d’internet, qui a permis la fin du tourisme dit de « fordisme », avec les mêmes voyages préfabriqués pour tous et l'émergence des voyages sur-mesure. La seconde volonté était l'appétit pour les causes humanitaires et l'envie d’agir localement et durablement en leur faveur, en devenant un « consom’acteur ». 
Selon l'auteur Jeanette McDonald, l’« oisiveté et le ludique semblent alors être remplacés par le voyage utile et plus éthique. D’ailleurs certains professionnels du tourisme ont fait de l’éthique, leur fonds de commerce ». Elle cite l'article de Clare Weeden publié en 2002 voulant que le tourisme éthique ait « été utilisé à l’origine par des groupes de pression et des organisations caritatives chrétiennes qui se sont inquiétés de la croissance et de l’impact du tourisme dans les pays en développement ».

## Chiffres et problématiques
En 2007, le chiffre d'affaires pour du secteur français du tourisme équitable représentait seulement environ 12 millions d'euros. 
Au cours de l'année 2018, l’impact environnemental, social et sociétal du tourisme a été mis en exergue par les professionnels lors des "Entretiens de Vixouze", organisés  les 6 et 7 septembre 2018 et consacrés au tourisme du futur, dans le département du Cantal, les 6 et 7 septembre. Selon les professionnels, le problème de cette part réduite tient plus à un problème d'offre que de demande. 
En 2017, le tourisme pesait 10 % du PIB mondial et faisait vivre 292 millions de personnes, selon le Conseil mondial du voyage et du tourisme. Cette activité, sinistrée par  la crise du Covid 19 en 2020, pèse également environ 10 % du PIB en Europe, où elle assure plus de 23 millions d’emplois.
Mais son empreinte carbone a cependant augmenté de 15 % entre 2009 et 2013, pour atteindre 4,5 milliards de tonnes de CO2 émises. D'autres nuisances sont créées par les afflux de touristes pollueurs et bruyants, notamment en milieu urbain, où leur nombre contribue à fair monter les prix des loyers au point que les résidents à l’année n’arrivent plus à se loger, ce qui fait que plus globalement les habitants des régions visitées ressentent une « tourismophobie »,, car ils supportent de plus en plus mal ces afflux, et ce sur tous les continents que ce soit à Venise,Barcelone, en Grèce, mais aussi sur le site péruvien du Machu Picchu ou dans les îles thaïlandaises,.

## Critique de la notion de tourisme équitable
Une première critique de la notion de tourisme équitable est le manque de clarté autour de sa définition. La notion de « tourisme éthique » est par exemple peu utilisée dans le domaine de la recherche, notamment pour savoir si elle synonyme de « tourisme durable », qui peut désigner aussi bien une manière de voyager, un produit touristique ou un philosophie des acteurs liés au tourisme.
Le tourisme équitable s’appuie sur une idée d’action juste, sous-tendue par l’idée d’éthique. Cette dernière peut être définie comme un questionnement personnel sur la justice, le droit et les conséquences de ses actions. La notion d'éthique est parfois liée à l’idée de ne pas faire à autrui ce qu’on ne voudrait pas qu’il nous fasse, ou positivement, de faire à autrui ce qu’on voudrait qu’il nous fasse. 
L’aspect subjectif est considéré comme problématique, dans ce raisonnement, par certains auteurs. Ainsi le philosophe Kwame Anthony Appiah (2006), estime qu'il est impossible de savoir si une personne jugera de la même manière que nous une certaine action.
Isabelle Sacareau, géographe française spécialiste du tourisme, notamment dans les montagnes, a en 2007 souligné le flou entourant d'autres motivations, apparues derrière le tourisme équitable. Le terme est en effet parfois utilisé pour revaloriser l’image d'une pratique ou d'une organisation et rien de plus. Il est alors possible de critiquer la notion de tourisme équitable en estimant que c’est le tourisme qui induit les problèmes sociaux et environnementaux que le tourisme équitable voudrait supprimer. La notion, en reconnaissant les dérives d’un certain tourisme, évite de questionner les problèmes liés au tourisme en lui-même.